# Jackeline Olivier
Pour les articles homonymes, voir Olivier.
Jackeline Olivier, née le 29 septembre 1977 à Porto Alegre, est une actrice et productrice brésilienne.

## Filmographie

### Comme actrice
- 1991 : Grande Pai (série télévisée) : Debora
- 1993 : Buccaneer Soul : Paula Nelson
- 1999 : Orfeu : Sambista
- 1999 : Christmas in Malibu (téléfilm) : la surfeuse
- 2000 : Judging Amy (série télévisée) : Shopper
- 2001 : Blue Love (court métrage)
- 2001 : Kate Brasher (série télévisée) : la droguée
- 2001 : Space Banda (court métrage) : la fille de l'espace
- 2002 : 24 (série télévisée) : la reportère
- 2003 : SOCOM II: U.S. Navy SEALs (jeu vidéo) (voix)
- 2004 : Pax Importi Modellus: The Rise of the Import Model (court métrage) : Jazzmine
- 2005 : Le Jour des morts vivants 2 : Contagium (Day of the Dead 2: Contagium) : Vicky
- 2006 : Costa Chica: Confession of an Exorcist : Vanessa Rivera
- 2006 : Apartment 6 : agent Lowres
- 2006 : Hotel Erotica Cabo (série télévisée) : Teena
- 2006 : Slip : Maria Vierra
- 2006 : Flushing Guppies (téléfilm) : la stripteaseuse #3
- 2006 : Werewolf in a Womens Prison : Rita
- 2007 : The Unborn (court métrage) : Carmen Randall / Isabelle
- 2008 : In with Thieves : Eva
- 2008 : Blood Scarab : Elana
- 2009 : The Dream of Alvareen : Esmeralda
- 2009 : Boppin' at the Glue Factory : Lida
- 2009 : Renegades: The Terry and Ollie Story (court métrage) : la fille de rêve #1
- 2010 : Flick's Chicks : Chi Chi
- 2011 : The Lady and the Taxi Driver : Lucy
- 2014 : Rio 2 : (diverses voix)
- 2014 : Justice with Judge Mablean (série télévisée) : Josephine Napolitano
- 2015 : Gypsy Woman (court métrage) : Joan
- 2015 : A Small Window of Time (court métrage) : Christy
- 2015 : How to Beat a Bully : Carmen
- 2015 : Big Baby : Julie
- 2016 : Trickle Down Quantum (court métrage) : Ms Van Florick
- 2016 : When a Woman Loves a Woman (court métrage) : Jade

### Comme productrice
- 2007 : The Unborn (court métrage)
- 2008 : Blood Scarab
- 2010 : Flick's Chicks
- 2015 : How to Beat a Bully
- 2016 : When a Woman Loves a Woman (court métrage)